# Ilha Admiralty

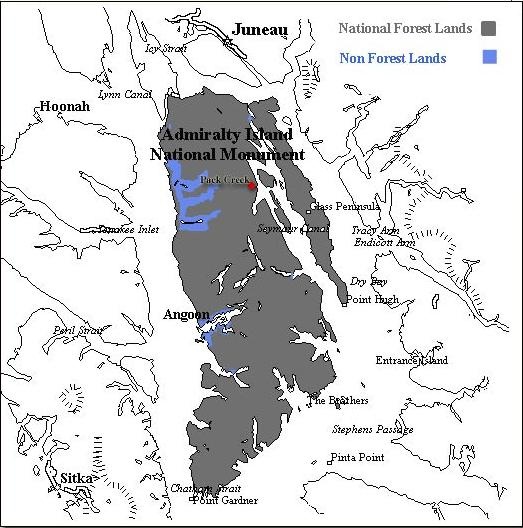
Mapa

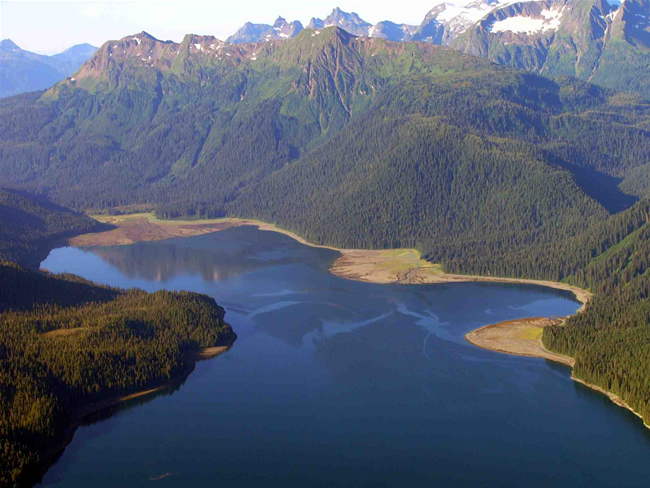
Paisagem da ilha Admiralty

A Ilha Admiralty (ou Kootznoowoo em língua tinglit) faz parte do Arquipélago Alexandre no sudeste do Alasca, Estados Unidos. Tem 4362 km² de área (é a 7.ª maior dos Estados Unidos), e a maior parte do seu território é um parque nacional criado em 1978 . Angoon é o único povoado da ilha, e conta com 572 habitantes. É uma das ilhas ABC.
A ilha é o território tradicional do grupo tinglit dos Kootznoowoo, que cerca de 1700 entraram em contacto com os caçadores de peles russos e britânicos. Em 1794 o capitão George Vancouver deu-lhe o atual nome.
A ilha tem a maior concentração de urso-pardos do mundo (cerca de 1700).